# Geperste sok
Een geperste sok (Engels: swaged socket of swage terminal) is een eindverbinding voor staalkabels waarbij de sok rond de draad wordt geperst. De geperste sok is er zowel in open (gaffelterminal) en gesloten (oogterminal) variant. Deze eindverbinding heeft een zeer groot verbindingsrendement zodat de werklast van een draad vrijwel niet wordt beïnvloed.